# Western United FC
Western United FC ist ein Fußballverein von den Salomonen aus Gizo. Er wurde im Jahr 2010 gegründet und spielte bis 2018 in der Telekom S-League, der höchsten Liga des Landes. Trainiert wurde die Mannschaft von Commins Menapi, bis zu dessen Tod im November 2017. Der Verein zahlt Spielern in der Startelf umgerechnet etwa 100 Euro pro Woche.

## Erfolge
- 2011 Telekom S-League, 4. Platz
- 2012 Telekom S-League, 2. Platz
- 2013/14 Telekom S-League, 3. Platz
- 2014/15 Telekom S-League, 1. Platz
- 2015/16 Telekom S-League, 2. Platz

## Trainer
- Commins Menapi (2014–2017)